# Shinnosuke Hatanaka
Shinnosuke Hatanaka (畠中 槙之輔, Hatanaka Shinnosuke, Yokohama, 25 augustus 1995) is een Japans voetballer die als verdediger speelt bij Yokohama F. Marinos.

## Clubcarrière
Hatanaka begon zijn carrière in 2014 bij Tokyo Verdy. In het seizoen 2016 kwam hij op huurbasis uit voor FC Machida Zelvia. Hij tekende in augustus 2018 bij Yokohama F. Marinos. Met deze club werd hij in 2019 kampioen van Japan.

## Interlandcarrière
Hatanaka maakte op 26 maart 2019 zijn debuut in het Japans voetbalelftal tijdens een vriendschappelijke wedstrijd tegen Bolivia.

## Statistieken
| Japans voetbalelftal | Japans voetbalelftal | Japans voetbalelftal |
| Jaar                 | Wed.                 | Dlp.                 |
| -------------------- | -------------------- | -------------------- |
| 2019                 | 7                    | 0                    |
| Totaal               | 7                    | 0                    |